# Siljengojaureh (Vilhelmina socken, Lappland, 721518-144033)
Siljengojaureh är en sjö i Vilhelmina kommun i Lappland och ingår i Ångermanälvens huvudavrinningsområde.